# جعفر خواجه‌نوری
جعفر خواجه‌نوری (۱۲۵۰ - ۱۳۲۱) دولتمرد دوره قاجار و پهلوی و نخستین نماینده فیروزآباد فارس در مجالس قانونگذاری ایران بود.
پدرش عبداللَّه خان از مستوفیان درجه اول دربار ناصرالدین شاه و مادرش مریم خانم عزیزالحاجیه دختر میرزا آقاخان نوری صدراعظم ناصرالدین شاه بود. او نیز وارد شغل خانوادگی شد که همان امور مالی باشد. ابتدا لشکرنویس (مسئول امور مالی) فوج سوادکوه شد، بعد به لشکرنویس‌باشی کرمان و بروجرد و لرستان ارتقاء یافت. چندی کفیل حکومت لرستان و زمانی پیشکار و کفیل حکومت اصفهان بود. در سال ۱۲۹۸ خورشیدی به حکومت قزوین منصوب شد و با کودتای سوم اسفند ۱۲۹۹ دوران حکومتش خاتمه یافت. 
خواجه‌نوری در زمان رضاشاه یک بار به حکومت بوشهر و یک بار به حکومت زنجان منصوب شد.  در سال ۱۳۱۴ به نمایندگی فیروزآباد فارس در مجلس شورای ملی انتخاب شد (دوره دهم). او نخستین نماینده این حوزه انتخابیه بود. چند ماه پیشتر به سبب تخته قاپو شدن عشایر، کرسی‌های ایلات کوچرو در مجلس منحل و کرسی فیروزآباد به جای کرسی ایلات خمسه فارس ایجاد شده بود.
خواجه‌نوری در دو دوره بعد (یازدهم و دوازدهم) نیز نماینده فیروزآباد بود. در انتخابات هیئت رئیسه دوره دوازدهم در آبان ۱۳۱۸ برای نخستین بار به عنوان نایب رئیس مجلس برگزیده شد. در ۱۴ فروردین سال بعد که انتخابات هیئت رئیسه تمدید شد، پس از سه بار رأی گیری، شمار آرای او با سهام‌السلطان بیات برابر شد و برای نخستین بار انتخاب نایب رئیس با قرعه‌کشی انجام گرفت. صدرالاشراف نماینده محلات و وزیر پیشین دادگستری نام‌های آن دو را نوشت و لوله کرد و در ظرفی گذاشت و ابوالقاسم فروهر نماینده تهران و وزیر پیشین کشور، قرعه را کشید که به نام سهام‌السلطان بیات افتاد. پس از آن، نمایندگان برای انتخاب نایب رئیس دوم رأی‌گیری کردند که این بار خواجه‌نوری رأی آورد. 
خواجه‌نوری در تابستان ۱۳۲۰ برای بار چهارم به نمایندگی فیروزآباد انتخاب شد و در نوروز ۱۳۲۱ درگذشت. او  داماد دکتر علی‌اصغر مؤدب‌الدوله نفیسی و برادر همسر حاج محتشم‌السلطنه اسفندیاری بود.